# Totora
För andra betydelser, se Totora (olika betydelser).

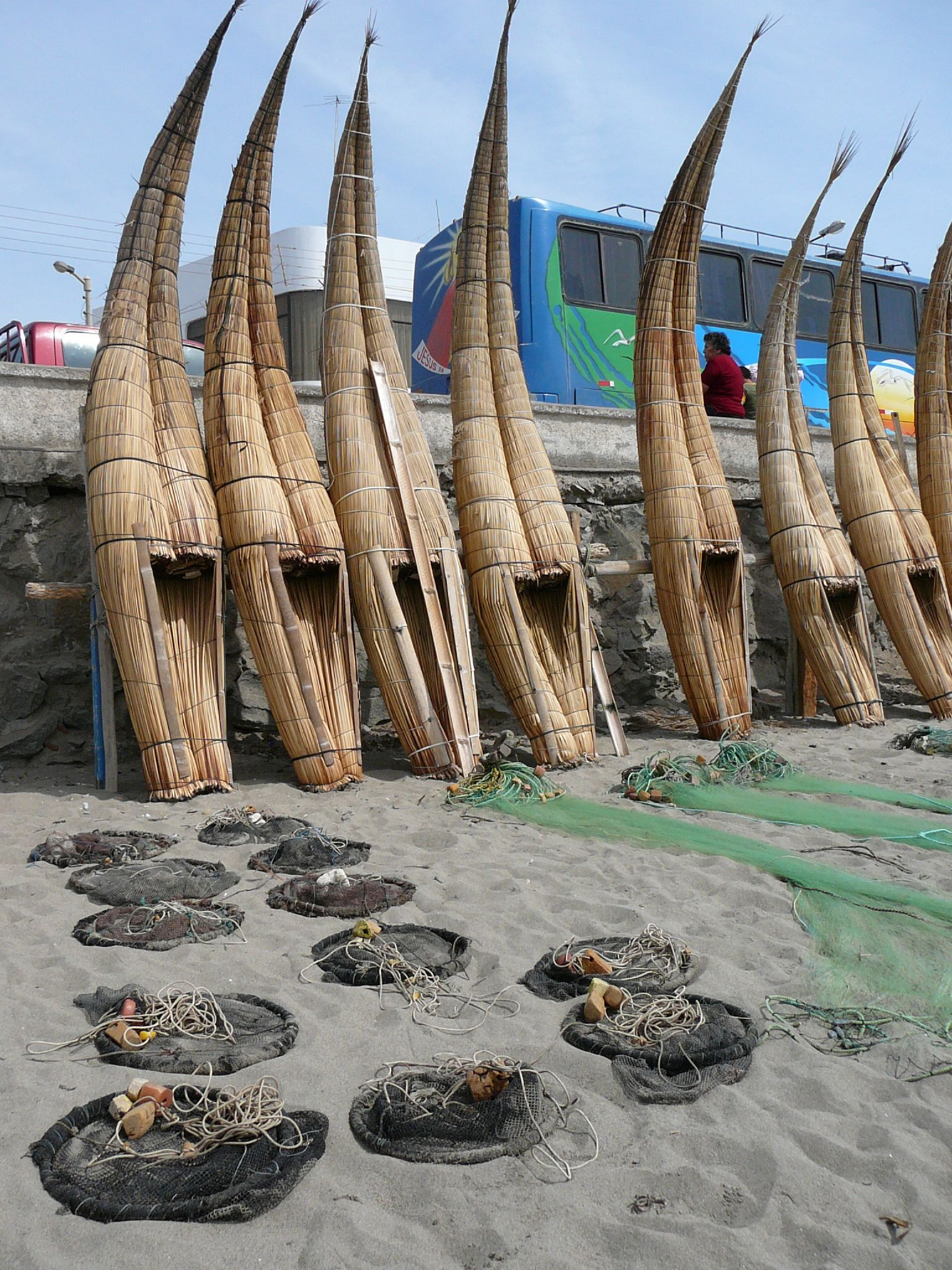
Peruanska fiskebåtar av vass, Huanchaco.

Vassbåtar, Titicacasjön 1904. Foto: Erland Nordenskiöld.

Totora (spanska: caballito de totora, ungefär "liten häst av vass") är en sorts peruansk och boliviansk vassbåt, en vattenfarkost byggd av stjälkar och blad av totora-vass (latin: Scyrpus totora), med en längd på 4,5–5 meter. Den är byggd för att bära en person med sin fiskeutrustning. Fören är spetsig och böjd uppåt medan aktern är bredare. Med en diameter på mellan 60 cm och 1 meter uppgår vikten till ungefär 50 kilo och den kan bära 200 kg nyttig last.
Konstruktionen är 3000 år gammal och har under tidernas gång inte ändrats. Den används av fiskare längs norra delen av Perus kust. Båttypen förekommer också på Titicacasjön där den används av peruaner och bolivianer.
Den är utformad för att bära en person med redskap vid havs- och sjöfiske i Bolivia och Peru. De är uppkallade efter häst för att de sitter bredbent ungefär som vid hästridning. Det krävs en hel del skicklighet, balans och framför allt styrka i armarna för att styra paddeln, ett rör som kallas Guayaquil. Paddeln är vanligtvis tillverkad av sockerrör som delats på längden.
En vasshäst har en livslängd på ungefär en månad. Vid städerna längs kusten finns det fortfarande experter som upprätthåller flottan intakt, men antalet har dock minskat över tid.
Fören är avsmalnande och böjd uppåt och aktern är rak men något avsmalnande (ihopdragen). Normalt har den en längd av 4,5–5 meter och en bredd av 0,6–1 m. Vikten varierar mellan 47 och 50 kg men trots det kan båten bära en nyttolast på 200 kg. Fiskare använder dem för att transportera sina nät och samla fisk i deras inre hålrum.
Längs stränderna i departementet Lambayeque kunde det vara en vardaglig syn redan före Inka. På 3 000 år har inte designen ändrats. Moche använde dem redan runt 200-talet f.Kr. och den används än idag av folket i Bolivia och Peru - men numera även som nöjesfarkost. Vid badstränderna kan man hyra en caballito de totora om man vill rida en vildhäst av vass på havet. 
Namnet är inte det ursprungliga eftersom hästar inte infördes till Sydamerika förrän då spanjorerna kom under 1400-talet. Det ursprungliga namnet på dessa båtar är Tup och Muchik, ord som kommer från det språk som talas av Mochica men den benämningarna försvann under mitten av nittonhundratalet. De används även av Uros i Titicacasjön regionen.
I sin forskning i ämnet fann historikern Maria Rostworowski att användningen under 1600-talet av denna farkost omfattade en lång kustremsa som sträcker sig från norr (Lambayeque) till Pisco i söder vid Ica.
Alina Jara Yupanqui författare och fotograf till boken Caballito de Totora,Caballito del Mar / Totora Pony,Sea Pony pekar på att dagens användning av vasshästen begränsade till tre områden: Santa Rosa och Pimentel, i Lambayeque, La Libertad och Huanchaco.

## Vid den peruanska kusten
Vid vissa stränder längs peruanska kusten som i Huanchaco (vilken är den populäraste badstranden vid Trujillo) används dessa båtar också för att sportsurfa på havsvågorna. Det är många simmare som deltar i Huanchacos vattensporter. Mästerskap hålls årligen i sporten. De som deltar är surfare och vasshästexperter från hela landet (Peru).
Inbäddade i sanden ligger dessa båtar. I forna tider var detta en symbol för respekt för människorna vid den peruanska kusten med dessa subtila trådar som väver in den ekologiska balansen.
Vid gränsen till stranden ligger i fjärran en svag grön linje. Därifrån fortsätter att man även idag att utvinna det material som använts i årtusenden för att göra dessa rustika farkoster. Det är Cattails våtmarker, balsares. I det antika språket från området kallas det för "wachakes", ett ord som kan översättas till "vattenhål" och det sägs ha gett sitt namn till Huanchaco, ett av de sista fästena för vasshästarna vid Stilla havet.
Denna uråldriga traditionella användning av vasshästar är ett grundläggande arv från Mochica och Chimú. Det har hållit över tiden och är en viktig symbol för deras identitet, med sitt stora historiska värde.
Det sägs att vasshästarna är hotade, för nu finns det få hantverkare som kan den uråldriga tekniken. ..är att skära stjälkarna av vass och blöta dem i vatten för att förhindra brott, sedan torkas de i solen för att senare samla dem i två böjda kroppar bundna med rep..

## Träskmarkerna vid Huanchaco
I denna ekologiska park, som även är känd som Balsares Huanchaco, finns vass som utvinns som råvara för tillverkning av vasshästar vilka använts för fiske sedan tiden för Moche.
Parken ligger nära stranden El Silencio i nordvästra Huanchaco.

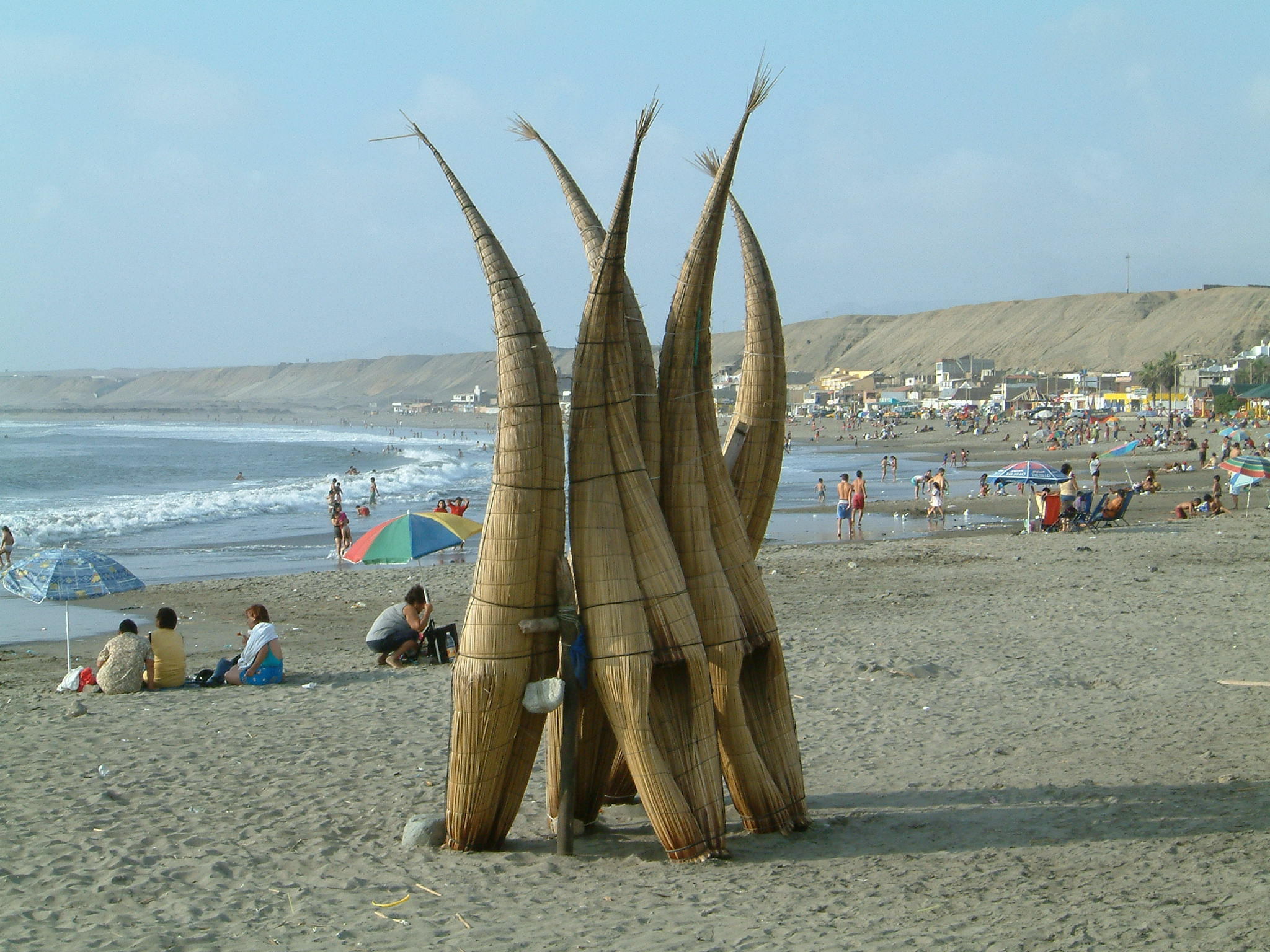
Caballito de totora, badstrand vid Huanchaco, Peru
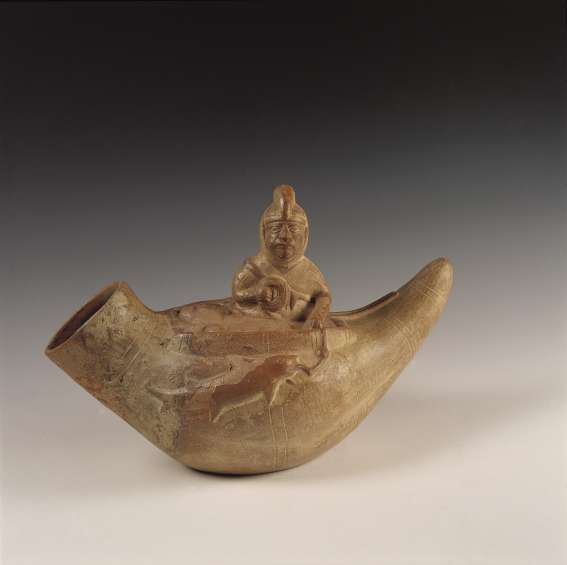
Caballito de totora, (Moche, Museo Larco, Peru)
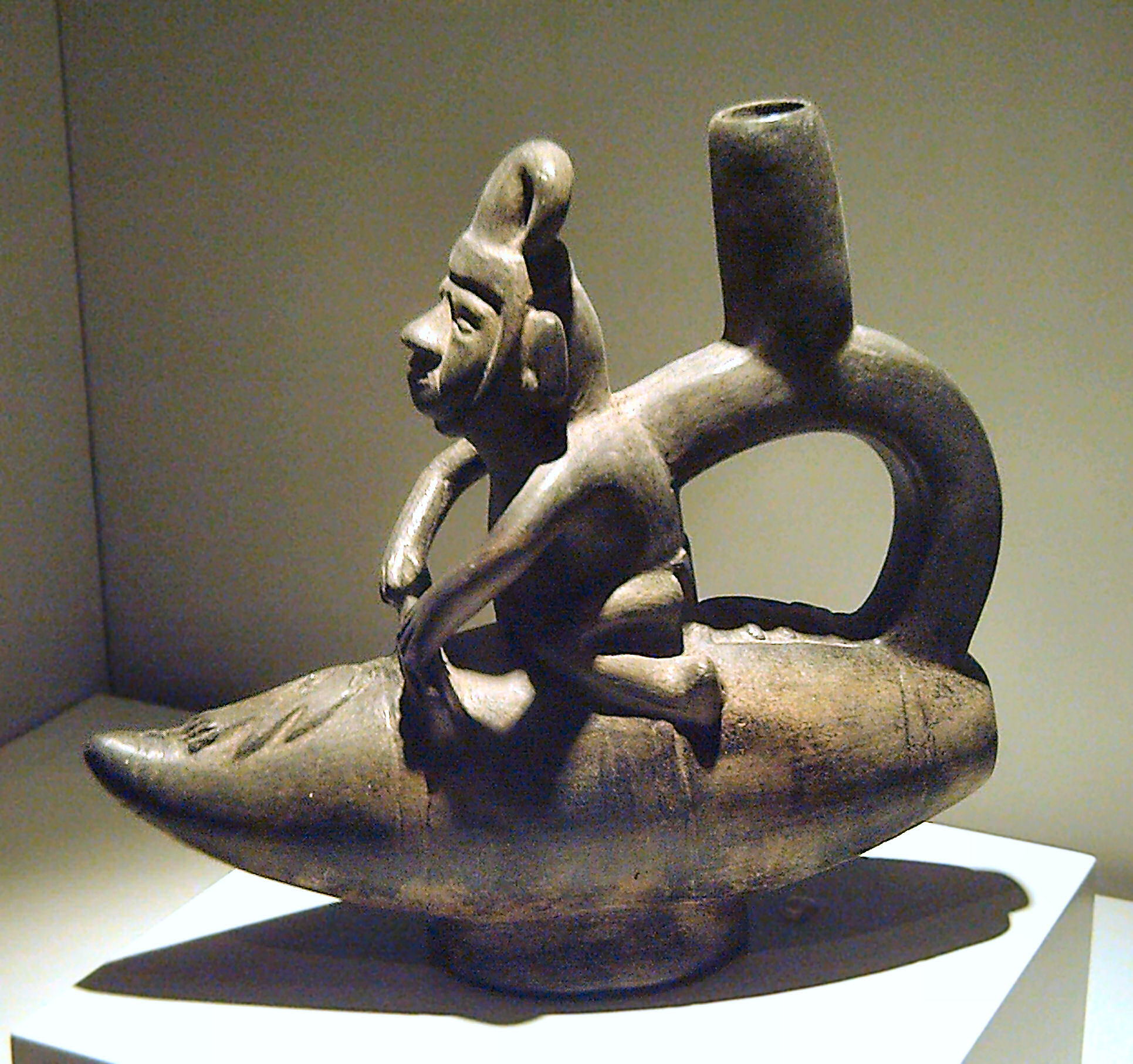
Fiskare på caballito de totora, (Chimú, nu i Museo de América, Madrid)
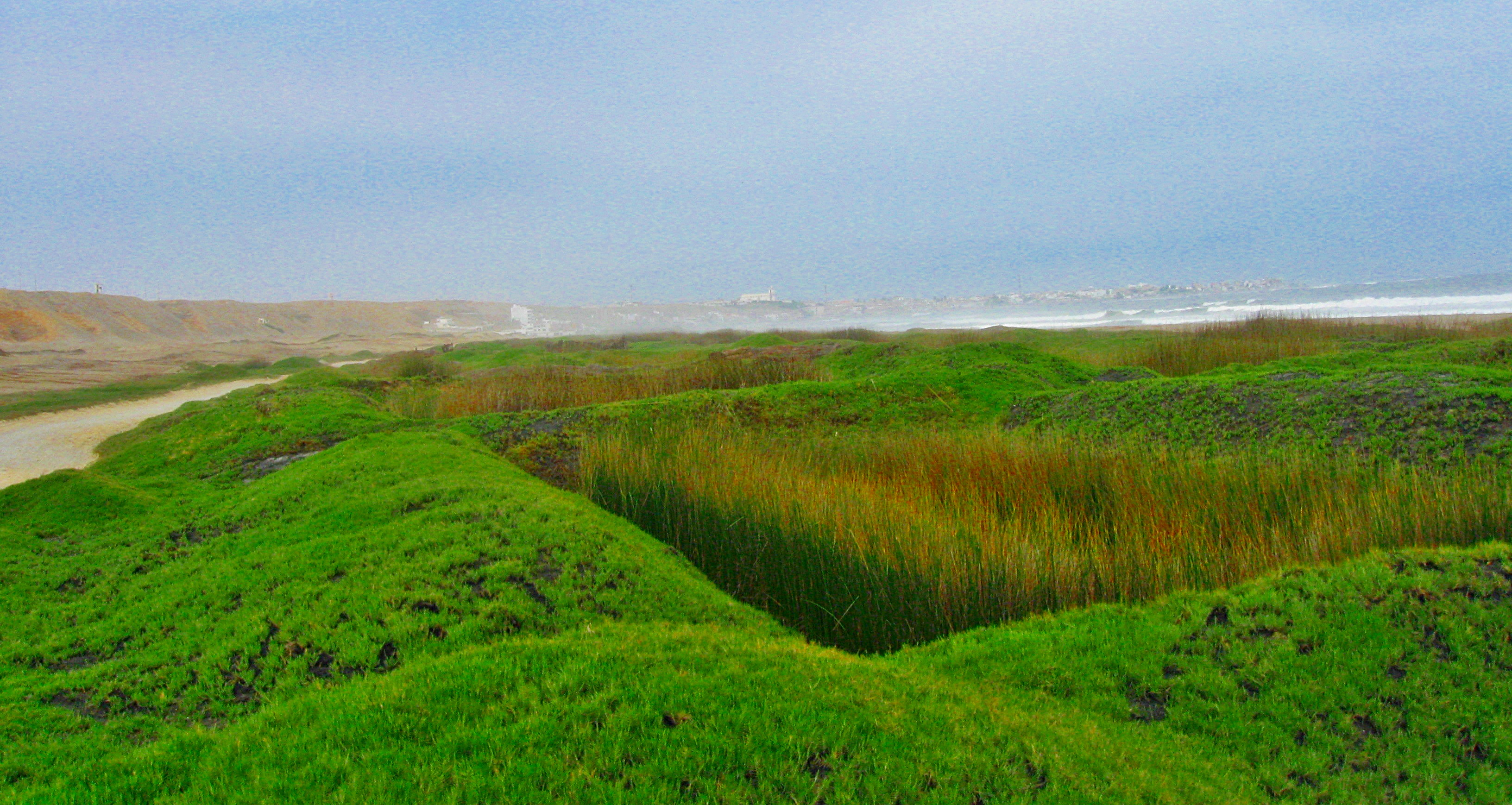
Våtmarkerna i Huanchaco, där Moche och Chimú hämtade råvaran till "vasshästarna". Än i dag fortsätter Huanchacos fiskare denna tradition.